# Sacolé

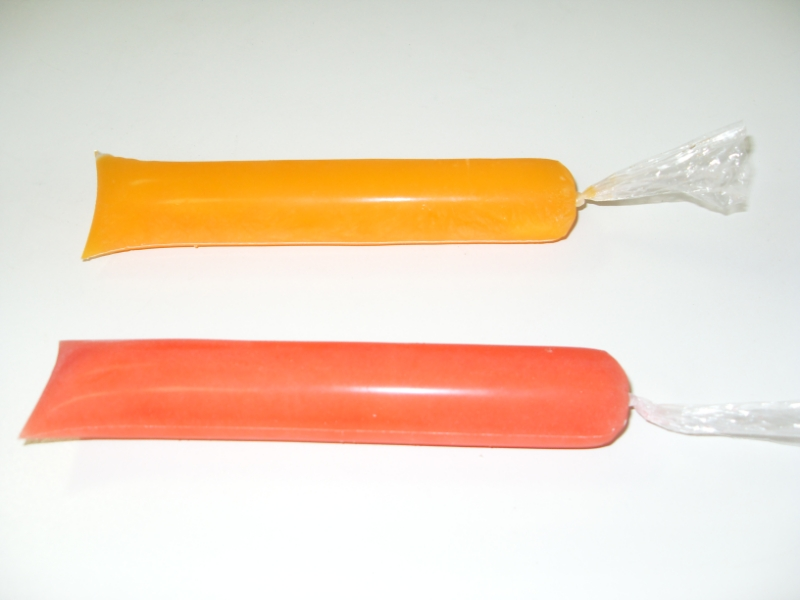

Sacolé ou geladinho é uma espécie de picolé artesanal preparado dentro de pequenos sacos plásticos.

## Outros nomes
Dentre os diversos nomes que tais picolés artesanais recebem, constam nomes como flau, gelinho, dindim, chope, chopp, ou chup-chup. Por ser uma sobremesa popular e fácil de fazer, é comum a atribuição de nomes diversos que podem diferir de acordo com a região onde é fabricado ou comercializado. Dentre outros nomes pode-se citar ainda chupe-chupe, big-bem, juju, dudu, duduzinho,  flautinha, flau, sacolete, picolé-de-saco, apolo, brasinha, bacaninha, lili, laranjinha, legalzinho, entre outros. Em algumas cidades do Norte também é chamado de chopp.
A expressão "sacolé" foi criada como uma fusão das palavras "saco" e "picolé", por ser uma iguaria gelada preparada em sacos plásticos. As expressões "geladinho" e "gelinho" popularizaram-se em função da marca registrada Geladinho, principal fabricante deste tipo de doce. Já nomes como dindim, chupe-chupe, juju, etc.. imitam sons onomatopeicos.
Nos países anglófilos, há muitos nomes para a sobremesa, como freezer pops, freezies, e ice candy (doce gelado), dependendo da região.

## Preparo
A sobremesa é feita acondicionando uma bebida em um saco plástico antes de ser congelada por um refrigerador. Dessa forma, após o congelamento completo do líquido, a sobremesa fica pronta para o consumo. A bebida utilizada nessa sobremesa geralmente é preparada com polpas de frutas, embora também seja possível a utilização de bebidas achocolatadas, alcoólicas, caldo de cana ou outros ingredientes.